# پیر فن تیلت
پیر فن تیلت (هلندی: Pierre Van Thielt) کماندار اهل بلژیک بود. از افتخارات وی میتوان به کسب مدال طلا در بازی‌های المپیک تابستانی ۱۹۲۰ اشاره کرد.